# 岩間玄
岩間 玄（いわま げん、1966年 - ）は、日本の映像監督。日本テレビ放送網の演出家。元グローバルビジネス局イベント事業部所属の統轄プロデューサー・専門部次長。元情報エンターテインメント局所属の企画担当・総合演出・チーフクリエイター・ラインプロデューサー。

## 来歴・人物
北海道生まれ。名古屋市立菊里高等学校を経て早稲田大学第一文学部卒業。「スーパーテレビ情報最前線」、「時空警察」、「はじめてのおつかい」等のスペシャル番組・ドキュメンタリー・ドラマなどを制作。読売理工医療福祉専門学校の教員も勤める。
ほか「ドラマ よど号ハイジャック事件」、「ドラマ ヒットメーカー 阿久悠物語」、美術番組「ルーヴル 美の迷宮へ」、「京都 心の都へ-プレミアム- 美しき古都…千年の旅人」「スタジオジブリ物語」「ドラマ 3.11 その日、石巻で何が起きたのか〜6枚の壁新聞」「千年の都 美の旅人」など。
2021年5月、劇場用ドキュメンタリー映画「過去はいつも新しく、未来はつねに懐かしい　写真家 森山大道」を監督・撮影・編集。
2022年7月、BS日テレ 「春夏秋冬京都物語 千年の都で玄を探す旅」を監督・撮影。

## 担当番組

### 過去
- 美の世界「写真家・森山大道1996 路上の犬は何を見たか?」
- 美女東風～アジア原色美女図鑑（出演：嶋田久作 SHIHO）
- スーパーテレビ情報最前線
  - 『山口百恵・ピンク・レディー物語』
  - 『尾崎豊物語』
  - 『宮崎駿・もののけ姫はこうして生まれた』[12]
  - 『スター誕生!物語』[13]など
- 衝撃事件の謎とミステリー シリーズ[14]
- アートの遺伝子Z
- 近未来スペシャル ボクらの希望を探す旅
- 文化の日特別番組「ルネサンス時空の旅人」シリーズ[15]
奇跡の都ベネチア物語（出演：薬師丸ひろ子）
聖なる都アッシジ物語（出演：大竹しのぶ）
愛と自由の都フィレンツェ物語（出演：木村佳乃）
永遠の都パドヴァ物語（出演：沢口靖子）
- ドラマ『時空警察』シリーズ[2]（企画・プロデューサー・総合演出）
出演：陣内孝則 丹波哲郎 篠原涼子 小池栄子 恵俊彰 石井正則ほか
- ドラマ『史上最悪の122時間 よど号ハイジャック事件』[4]
出演：仲村トオル 釈由美子 根津甚八 別所哲也 本田博太郎 長門裕之 鶴見辰吾 金山一彦 石橋蓮司ほか
- ドラマ『ヒットメーカー 阿久悠物語』[5]
出演：田辺誠一 及川光博 池内博之 内田朝陽 鈴木愛理 星野真里 高橋愛 新垣里沙 パパイヤ鈴木 テリー伊藤ほか
- ドラマ『3.11 その日、石巻で何が起きたのか〜6枚の壁新聞』[6]
出演：中村雅俊 戸田恵子 AKIRA 渡部豪太 袴田吉彦 長嶋一茂 柄本明 吉行和子ほか
- ビートたけしスペシャル　人類最高の天才モーツァルト 奇跡の響き
- 唐沢寿明Presents「 記憶のチカラ」シリーズ[16]
- ビートたけしの歴史的大発見　名画モナリザはもう一枚あった
- 広末涼子Presents「生命遺産・生命のチカラ」
- 人生で必要なことはみんな宮崎駿とサーカスから学んだ
- 栗山千明が行くルーヴルからエーゲ海へ 恋するヴィーナス物語
- Be TARO!岡本太郎“復活”『明日の神話』復活全ドキュメント
- 極上の月夜
- 山口智子 史上最大の女帝エカテリーナ 愛のエルミタージュ
- 日本史サスペンス劇場
  - 日本史サスペンス劇場特別編「ドラマ東大落城」
- ルーヴル美の迷宮へシリーズ（企画・構成・脚本・演出）
  1. 『レンブラント 光と影の自画像』
  2. 『ルーベンス バロック絵画の王』
  3. 『フェルメール 永遠の一瞬』
  4. 『ラ･トゥール 忘れられた天才』
  5. 『ベラスケス 王女マルガリータの肖像』
  6. 『モナリザ永遠の微笑』
- 京都 心の都へ
- 山口智子　レオナルド・ダ・ヴィンチ伝説の巨大壁画
- 24時間テレビ 「愛は地球を救う」
  - 1999年　演出
  - 2017年 「時代をつくった男 阿久悠物語」（協力プロデューサー）
- 杏と行く「奇跡の美術館エルミタージュ～2枚のダ・ヴィンチと巨匠が残した暗号」[17]
- 所さんの目がテン!
- はじめてのおつかいシリーズ
- 全国高等学校クイズ選手権
- 全国警察犯罪捜査網
- 日本一テレビ
- 東京暇人（コンテンツ）
- オルセー美術館展特別番組　画家たちの声が聞こえる
- 春夏秋冬京都物語  千年の都で禅を探す旅
- メイキングアニメ邪神ちゃん、かく生き残りけり〜メイキング オブ 邪神ちゃんドロップキック【世紀末編】〜

## 映画
- 「過去はいつも新しく、未来はつねに懐かしい　写真家 森山大道」（2021年5月12日公開）監督・撮影・編集。[9][7][8]
- 「わたのまち、応答セヨ」（2025年5月2日公開）監督・撮影・編集。[18]